# Eßweiler
Eßweiler là một đô thị thuộc huyện Kusel, bang Rheinland-Pfalz, phía tây nước Đức. Đô thị Eßweiler có diện tích 8,10 km², dân số thời điểm ngày 31 tháng 12 năm 2006 là 445 người.